# James Brady
James Scott Brady (ur. 29 sierpnia 1940 w Centralii w stanie Illinois, zm. 4 sierpnia 2014 w Alexandrii w stanie Wirginia) – amerykański polityk, sekretarz (rzecznik) prasowy Białego Domu 1981–1989.
Ukończył University of Illinois at Urbana-Champaign. 30 marca 1981 roku miał miejsce zamach na prezydenta USA, w którym Brady został ranny. Kiedy Ronald Reagan opuszczał Hotel Hilton w Waszyngtonie postrzelił go John Hinckley Jr. Oprócz Reagana postrzelone zostały także trzy inne osoby, wśród nich Brady. Rzecznik został trafiony w głowę i nigdy nie odzyskał dawnego zdrowia – poruszał się na wózku inwalidzkim, ponadto miał problemy z mową. W następnych latach wraz z żoną Sarah był działaczem na rzecz zwiększenia kontroli nad dostępem do broni w kraju.
Jest głównym bohaterem dramatu Without Warning: The James Brady Story, który wszedł do dystrybucji w 1991. Rolę Brady’ego zagrał Beau Bridges.
W 2000 roku na jego cześć został nazwany pokój konferencji prasowych znajdujący się w Białym Domu – James S. Brady Press Briefing Room.